# Peter Koomen
Peter Koomen (Leiderdorp, 1960) is een Nederlands bioloog gespecialiseerd in entomologie en arachnologie. Hij was van 2003 tot 2025 de conservator van Natuurmuseum Fryslân.

## Levensloop en werk
Peter Koomen groeide op in Leiderdorp. Hij was van jongs af aan geïnteresseerd in "de kleinere beestjes" en besloot om na zijn middelbareschooltijd aan het Stedelijk Gymnasium Leiden biologie te gaan studeren aan de Universiteit Leiden. Daar deed hij onder meer onderzoek naar spinnen in Zuid-Limburg en de biomechanica van het spugen van schuttersvissen. Na zijn afstuderen was Peter Koomen onder meer bureauredacteur bij Stichting Biowetenschappen en Maatschappij en werkzaam bij het huidige Nederlands Centrum voor Biodiversiteit Naturalis, waaronder in de ontwikkeling van tentoonstellingen. Koomen scheef geregeld columns in bijvoorbeeld Entomologische Berichten en voor Vroege Vogels.
Tussen 2003 en 2025 was Peter Koomen de conservator van Natuurmuseum Fryslân te Leeuwarden. Hier hield hij zich naast collectiebeheer ook bezig met natuurvoorlichting, wetenschapspopularisatie en het uitvoeren en ondersteunen van onderzoek. In deze hoedanigheid was Koomen in 2021 betrokken bij de herontdekking van de kortnekoliekever in Nederland, waarvan eerder vermoed werd dat deze hier was uitgestorven.
Van 2016 tot en met 2023 was Peter Koomen voorzitter van de Nederlandse Entomologische Vereniging. Hij is tevens als arachnoloog betrokken bij Taxon Expeditions, dat internationale wetenschappelijke expedities organiseert met het doel om nieuwe ongewervelden te ontdekken, beschrijven en onderzoeken. Om insecten en spinnen gedetailleerd te kunnen observeren en documenteren, heeft Koomen zich bekwaamd in microscopie en macrofotografie.
Peter Koomen droeg bij aan een aanzienlijk aantal wetenschappelijke en populair-wetenschappelijke artikelen, vaak over spinnen en andere ongewervelden. De Borneaanse springspinnen Euryattus koomeni en Emertonius koomeni zijn vernoemd naar Peter Koomen. 
- International Standard Name Identifier: 0000 0000 4961 7184
- Library of Congress Control Number: nr97009830
- Nederlandse Thesaurus van Auteursnamen: 147311381
- Système universitaire de documentation: 081381336
- Virtual International Authority File: 219024553